# Quot capita, tot sensus
 Quot capita, tot sensus лат. (изговор: квот капита, тот сенсус). Колико глава, толико мишљења.

## Другачије у латинском језику
Quot capita, tot sententiae лат. (изговор: квот капита, тот сентенције).Колико глава, толико мишљења.

## У српском језику
У српском језику се каже:
| „ | Колико људи, толико ћуди | ” |

## Бранко Ћопић
Познати књижевник Бранко Ћопић у сличном размишљању, иде и даље, па каже:
| „ | Кад би све памети пустили у поље, свак би за својом потрчао. | ” |

## Тумачење
Сваки човјек има сопствено мишљење о свакој ствари. Отуда колико људи, толико и мишљења.